# Nicolas Lindt
Nicolas Lindt (* 29. März 1954 in Zürich) ist Schweizer Schriftsteller.

## Leben
Lindt wuchs in Meiringen, Hannover und Küsnacht am Zürichsee auf. Er war Musikrezensent, Tagesschau-Reporter und Gerichtskolumnist, bevor er seine ersten Bücher veröffentlichte. Seit 1989 ist er freier Schriftsteller, Kolumnist und Erzähler. Mit seiner Familie lebt er in Wald ZH im Zürcher Oberland. Seit 1996 gestaltet er neben seiner literarischen Tätigkeit freie Trauungen, Taufen und Abdankungen.
Während der Zürcher Jugendunruhen der 1980er-Jahre war Lindt einer der Hauptinitianten und Gründer der Zeitung Eisbrecher. 1981 war er Mitbegründer der WOZ Die Wochenzeitung, von deren weltanschaulichen Ausrichtung er sich später lossagte. 1983 war er Mitinitiant der Gruppe für eine Schweiz ohne Armee.

## Werke
- Der Asphalt ist nicht die Erde. Das Zürcher Selnauquartier im Wandel der Zeit. Zürich 1984, ISBN 3-85865-074-9.
- Aus menschlichen Gründen. Wahre Geschichten & Portraits. Frauenfeld 1985, ISBN 3-7294-0020-7.
- Beobachtungen aus dem Hinterhalt. Kurze Prosa. Basel 1987, ISBN 3-7185-0070-1.
- Der Blitzschlag. Wahre Erzählungen aus der Schweiz. Basel 1989, ISBN 3-7185-0096-5.
- Die Freiheit der Sternenberger. Reiseberichte & Dorfgeschichten. 4. Auflage. Zürcher Oberland-Buchverlag, 2019, ISBN 978-3-85981-245-1.
- Der Spieler von Zürich. Ein Bericht. 5. Auflage. BoD, Norderstedt 2023, ISBN 978-3-7322-8740-6.
- Die Befreiung. Mein Weg zu einem persönlichen Denken. Stäfa 1995, ISBN 3-907960-77-7.
- Aus heiterem Himmel. Erzählungen & Geschichten.  Basel 1997, ISBN 3-7185-0160-0.
- Familienglück, ein Radioroman. Stäfa 1997, ISBN 3-907960-92-0.
- Wie mein Sohn und ich die Berge bezwangen. Vom Engadin zu Fuss nach Hause. Ein Tagebuch. Stäfa 2002, ISBN 3-907817-26-5.
- Der Tag, an dem ich beschloss, mich zu ändern. Der Roman eines Tages. Wald 2009, ISBN 978-3-85981-235-2.
- Vollmond über Weissbad. Liebesgeschichten. Wald 2013, ISBN 978-3-85981-263-5.
- Von Schuld und Unschuld. Geschichten & Reportagen aus meiner Zeit als Gerichtskolumnist. Frankfurt am Main 2016, ISBN 978-3-86455-867-2.[3]
- Nur tote Fische schwimmen mit dem Strom. Porträts, Geschichten & Reportagen aus dem Jahr der „Bewegung“ 1980/81. Zürich 2020, ISBN 978-3-85990-393-7.
- Im Schulzimmer des Lebens. Geschichten. BoD, Norderstedt 2020, ISBN 978-3-7519-7988-7.
- Die Ungehorsamen. Erzählung aus dem Lockdown. BoD, Norderstedt 2021, ISBN 978-3-7543-4603-7.
- Heiraten im Namen der Liebe. Hochzeit, Freie Trauung und Taufe: 121 Fragen & Antworten. BoD, Norderstedt 2023, ISBN 978-3-7578-1255-3.